# Benthamia nivea
Benthamia nivea är en orkidéart som beskrevs av Rudolf Schlechter. Benthamia nivea ingår i släktet Benthamia och familjen orkidéer.
Artens utbredningsområde är Madagaskar.

## Underarter
Arten delas in i följande underarter:
- B. n. nivea
- B. n. parviflora